# Dolní Újezd, Přerov
Dolní Újezd là một làng thuộc huyện Přerov, vùng Olomoucký, Cộng hòa Séc.